# Szympans karłowaty
Szympans karłowaty, bonobo (Pan paniscus) – gatunek ssaka naczelnego z podrodziny Homininae w obrębie rodziny człowiekowatych (Hominidae), jeden z dwóch gatunków szympansów, odkryty w 1928 roku. Smuklejszy i nieco mniejszy od szympansa zwyczajnego.

## Zasięg występowania
Szympans karłowaty występuje w środkowej Demokratycznej Republice Konga w dorzeczu utworzonym przez rzekę Kongo od północy i zachodu, zasięg ograniczony rzeką Lualaba od wschodu i rzekami Kasai/Sankuru od południa; rzeka Kongo biogeograficznie oddziela szympansa karłowatego od goryli i szympansów zwyczajnych.

## Taksonomia
Gatunek po raz pierwszy naukowo opisał w 1929 roku niemiecki zoolog Ernst Schwarz nadając mu nazwę Pan satyrus paniscus. Holotyp pochodził z obszaru 30 km na południe od Befale, na południe od górnego biegu rzeki Maringá, w Demokratycznej Republice Konga. 
Autorzy Illustrated Checklist of the Mammals of the World uznają ten takson gatunek monotypowy.

### Etymologia
- Pan: w mitologii greckiej Pan (gr. Παν Pan, łac. Pan) był bogiem lasów, pasterzy i ich stad[8].
- paniscus: gr. Πανισκος Paniskos, zdrobnienie od Παν Pan, w mitologii greckiej syn Hermesa i Dryope, bóg opiekuńczy lasów i pól, strzegący pasterzy oraz ich trzód wywodzący się z Arkadii[9]

## Genetyka
Pokrewieństwo bonobo z ludźmi i innymi człekokształtnymi można określić poprzez porównanie ich genów lub całych genomów. Podczas gdy pierwszy genom bonobo został opublikowany w 2012 roku, wysokiej jakości genom referencyjny stał się dostępny dopiero w 2021. Ogólna dywergencja nukleotydów między szympansem a bonobo wynosi 0,421 ± 0,086% dla autosomów i 0,311 ± 0,060% dla chromosomu X. Genom referencyjny przewiduje 22 366 genów kodujących białka i 9 066 genów niekodujących, chociaż sekwencjonowanie cDNA potwierdziło tylko 20 478 genów kodujących białka i 36 880 niekodujących genów bonobo, podobnych do liczby genów anotowanych w genomie człowieka. Ogółem 206 i 1 576 genów kodujących białka jest częścią rodzin genów, które skurczyły się lub rozszerzyły w genomie bonobo w porównaniu z genomem ludzkim, czyli geny te zostały utracone lub pozyskane w genomie bonobo w porównaniu z ludźmi.
Uproszczony kladogram pokazujący pokrewieństwo filogenetyczne współcześnie żyjących człowiekowatych (liczby na każdym głównym węźle oznaczają szacowany czas rozbieżności w milionach lat):
|  | Pan paniscus |
|  |              |

|  | P. troglodytes |
|  |                |

|  | Pan paniscus |
|  |              |

|  | P. troglodytes |
|  |                |

|  | Pan paniscus |
|  |              |

|  | P. troglodytes |
|  |                |

|  | Pan paniscus |
|  |              |

|  | P. troglodytes |
|  |                |

|  | Gorilla |
|  |         |

|  | Pan paniscus |
|  |              |

|  | P. troglodytes |
|  |                |

|  | Pan paniscus |
|  |              |

|  | P. troglodytes |
|  |                |

|  | Pan paniscus |
|  |              |

|  | P. troglodytes |
|  |                |

|  | Pan paniscus |
|  |              |

|  | P. troglodytes |
|  |                |

|  | Gorilla |
|  |         |

|  | Pan paniscus |
|  |              |

|  | P. troglodytes |
|  |                |

|  | Pan paniscus |
|  |              |

|  | P. troglodytes |
|  |                |

|  | Pan paniscus |
|  |              |

|  | P. troglodytes |
|  |                |

|  | Pan paniscus |
|  |              |

|  | P. troglodytes |
|  |                |

|  | Gorilla |
|  |         |

|  | Pan paniscus |
|  |              |

|  | P. troglodytes |
|  |                |

|  | Pan paniscus |
|  |              |

|  | P. troglodytes |
|  |                |

|  | Pan paniscus |
|  |              |

|  | P. troglodytes |
|  |                |

|  | Pan paniscus |
|  |              |

|  | P. troglodytes |
|  |                |

|  | Gorilla |
|  |         |

## Morfologia
Długość ciała (bez ogona) samic 70–76 cm, samców 73–83 cm; masa ciała samic 26–36 kg, samców 36–43 kg. Szympans karłowaty (Pan paniscus) jest bardzo podobny do szympansa zwyczajnego (Pan troglodytes). Odróżnia go bardziej smukła sylwetka, dłuższe kończyny, twarz czarna, wargi czerwonawe, podbródek i powieki jasne, gęste i długie bokobrody, sierść czarna.
W zakresie zachowań społecznych bonobo wyróżniają się pokojowym usposobieniem, egalitarną strukturą stada oraz dominującą rolą interakcji seksualnych w kontaktach międzyosobniczych.

## Zwyczaje

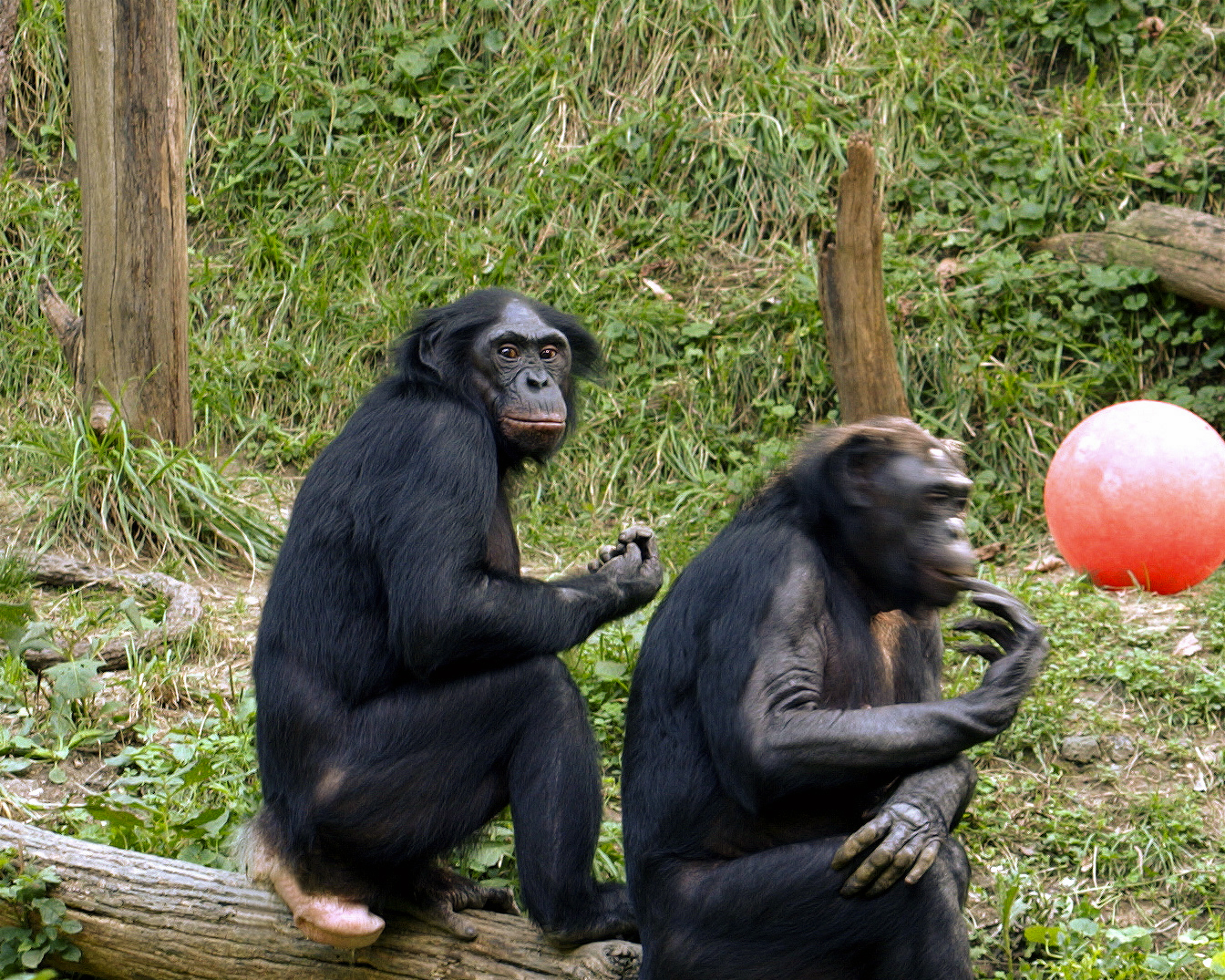
Dwa osobniki bonobo

Stada bonobo są luźno związane. System hierarchii społecznej istnieje, ale nie jest tak silnie akcentowany jak wśród pozostałych naczelnych. Grupy liczące kilkadziesiąt osobników rozdzielają się podczas dnia na podgrupy poszukujące pokarmu, które potem z kolei łączą się z powrotem na czas snu.
W odróżnieniu od szympansa Pan troglodytes, który znany jest z okazjonalnych polowań na inne małpy, bonobo jedzą głównie pokarm roślinny (szczególnie owoce), urozmaicony jednak owadami i znacznie rzadziej małymi kręgowcami.
Kopulacja odgrywa istotną rolę w stadzie bonobo. Stosunki kopulacyjne są używane do powitań, rozwiązywania konfliktów i pokonfliktowego „godzenia się”, a także jako przywilej udzielany przez samice w zamian za pożywienie. Bonobo są jedynymi poza człowiekiem przedstawicielami naczelnych, u których zaobserwowano pocałunki językowe, spółkowanie pochwowe w pozycji twarzą w twarz, ocieractwo genitalne pomiędzy dwoma samcami (ang. penis-fencing). Wszystkie te zachowania zachodzą zarówno pomiędzy członkami rodziny – blisko spokrewnionymi osobnikami (kazirodztwo), jak i innymi bonobo w stadzie. Bonobo nie utrzymują stałych związków rodzinnych. 
Zdaniem niektórych badaczy bogactwo zachowań seksualnych u bonobo jest mechanizmem przyczyniającym się do złagodzenia zachowań agresywnych u samców bonobo. Podobne znaczenie mają inne formy kontaktów interpersonalnych – zabawa, wzajemne iskanie, okazywanie troski i współczucia. 
Zachowania agresywne są rzadko obserwowane. Samce są na ogół tolerancyjne zarówno wobec samic, jak i młodych.
Wielką rolę odgrywają u bonobo samice, wokół których ogniskuje się życie zbiorowości, i których pozycja wygląda na dominującą. Tworzą one bardzo bliskie wzajemne więzi, co jest rzadkością wśród naczelnych. Przypuszcza się, iż sojusze samic mogą stanowić antidotum na typową samczą agresywność albo są sposobem na podniesienie poziomu bezpieczeństwa samic podczas wspólnego żerowania. Wyjaśnienia wymaga jednak, dlaczego podobnie przydatne pomysły nie przyjęły się w stadach szympansów zwyczajnych i pozostają unikalne dla samic bonobo.
Poza rują samica jest receptywna seksualnie przez większą część całego swojego cyklu miesięcznego, utrzymując przez cały czas okazałe, zaróżowione obrzmienie sromu, zmieniając tylko jego wielkość stosownie do poszczególnych faz cyklu. Wydłużony okres aktywności seksualnej oraz duża ilość seksu niereprodukcyjnego bardzo upodabnia zachowania seksualne bonobo do zachowań ludzkich.

## Inteligencja
W 1994 roku odkryto, że bonobo rozpoznają same siebie w lustrze, czyli zdają tak zwany test samoświadomości. Bonobo komunikują się z innymi członkami stada przy pomocy gestów i dźwięków podobnie jak ludzie, jednak język bonobo nie został do tej pory odszyfrowany. Znane są jednak ich niektóre znaki gestykulacyjne, takie jak na przykład zaproszenie do zabawy.
Dwa bonobo, o imionach Kanzi i Panbanisha, zdołały nauczyć się (przy pomocy badaczy) języka złożonego z 400–500 znaków leksygraficznych (symboli geometrycznych). Potrafią one „pisać”, używając specjalnej klawiatury z tymi symbolami oraz są w stanie odpowiadać nimi na zdania wypowiadane głosem przez ludzi. Mimika bonobo jest zrozumiała dla ludzi.
Szczególnie wcześniejsze wyniki z lat 70. XX w. nauczania małp języka, w którym mogłyby one komunikować się z ludźmi, zostały zakwestionowane i są określane na ogół jako nadinterpretacja. Podobnie zdolności językowe Kanzi i Panbanisha nie są bynajmniej oczywiste dla takich lingwistów jak Noam Chomsky i Steven Pinker.

## Zagrożenia
Szympansy karłowate są gatunkiem zagrożonym – zarówno wskutek utraty siedlisk, jak i polowań na mięso (bushmeat). Ocenia się, że ich liczba na wolności to około 10 000 (dane z grudnia 2004 r.).